# Roel Verniers
Roel Verniers (Sint-Niklaas, 7 december 1973 - Berchem, 22 september 2011) was een Vlaams auteur.
Roel Verniers debuteerde in 2007 met De hoed van Vos, een kinderboek over vriendschap en over de grote en kleine avonturen van het leven. Hij schreef ook een blog voor het tijdschrift Knack over het culturele leven in Vlaanderen en was columnist bij De Morgen.
Verniers volgde een regieopleiding in Brussel. Hij werkte voor Radio 3 en De Standaard. In deze krant publiceerde hij vier jaar lang toneelrecensies over theater en jeugdtheater. Gedurende drie jaar had hij een coördinerende functie bij Het Theaterfestival en het Tweetaktfestival. Vooraleer hij zijn functie als directeur van het cultuurcentrum van Berchem (ccBe) betrok, werkte Verniers drie jaar voor Villanella, een kunstencentrum voor de jeugd.
Hij overleed op 22 september 2011 aan de gevolgen van kanker.